# Impaled Nazarene
Gli Impaled Nazarene sono un gruppo musicale black metal finlandese fondato nel 1990. Lungo il corso della loro carriera il loro stile ha incluso elementi di speed metal, death metal, hardcore punk, crust punk e grindcore.
Nel corso della loro carriera gli Impaled Nazarene si sono inoltre contraddistinti per il loro approccio provocatorio e il contenuto controverso dei testi delle canzoni, caratterizzato spesso da un umorismo offensivo e politicamente scorretto, cosa che in alcuni casi è costata alla band la cancellazione di concerti o il ritiro del materiale dalla commercializzazione.

## Storia del gruppo
Il gruppo si formò nel novembre 1990, traendo il nome da un racconto horror di un'autrice inglese; la prima registrazione è del febbraio 1991, anno in cui incidono l'EP Goat Perversion.
L'etichetta discografica francese Osmose Productions si interessa al gruppo, con cui firma un contratto nel 1992. Dello stesso anno è l'album di debutto Tol Cormpt Norz Norz Norz.
Nel 1993 pubblicano l'album Ugra-Karma che riprende tematiche induiste ed orientaleggianti per declinarle in senso anti cristiano.
Nel 1994 arriva Suomi Finland Perkele per la Osmose Productions. L'album però viene accolto freddamente da una parte della critica, che pur mostrando di gradire la sempre più marcata vena umoristica della band, vede nelle loro nuove sonorità un legame troppo stretto con il sound hardcore punk degli anni '80.
Successivamente pubblicano gli album Latex Cult, Rapture e, nel 2000, Nihil.

## Formazione

### Formazione attuale
- Mika Luttinen - voce (1990-)
- Tuomo Louhio - chitarra (2003-)
- Mikael Arnkil a.k.a. Arc v 666 - basso (2000-)
- Reima Kellokoski - batteria (1995-)

### Ex componenti
- Kimmo "Sir" Luttinen - batteria (1990-1995)
- Mika Pääkkö - chitarra (1990-1992)
- Ari Holappa - chitarra (1990-1992)
- Antti Pihkala - basso (1990-1991)
- Harri Halonen - basso (1991-1992)
- Taneli Jarva - basso (1992-1996)
- Jani Lehtosaari - basso (1996-2000)
- Alexi Laiho - chitarra (1998-2000)
- Teemu "Somnium" Raimoranta  - chitarra (2000-2003)
- Jarno Anttila - chitarra (1992-2010)

## Discografia

### Album in studio
- 1993 - Tol Cormpt Norz Norz Norz
- 1993 - Ugra-Karma
- 1994 - Suomi Finland Perkele
- 1996 - Latex Cult
- 1998 - Rapture
- 2000 - Nihil
- 2001 - Absence of War Does Not Mean Peace
- 2003 - All That You Fear
- 2006 - Pro Patria Finlandia
- 2007 - Manifest
- 2010 - Road to the Octagon
- 2014 - Vigorous and Liberating Death
- 2021 - Eight Headed Serpent

### Demo
- 1991 - Shemhamforash
- 1991 - Taog Eht Fo Htao Eht

### EP
- 1991 - Goat Perversion
- 1992 - Sadogoat
- 1993 - Satanic Masowhore
- 1996 - Motörpenis

### Split
- 2000 - Split 7 (con i Driller Killer)

### Raccolte
- 2000 - Decade Of Decadence

### Live
- 2005 - Death Comes in 26 Carefully Selected Pieces